# فهرست واژگان عبری با ریشه فارسی
فهرست واژگان عبری با ریشه فارسی دربرگیرنده واژگانی است که از زبان فارسی به زبان عبری رفته‌اند. از آنجا که یهودیان تقریباً به اندازه ۲ سده به عنوان جمعیت تبعیدی و دور از وطن در زمان هخامنشیان زندگی می‌کردند، واژگان بسیاری را از فارسی وام گرفته‌اند و این واژگان در نسل‌های بعدی نیز با عبری ماندند و به شکل‌گیری دایره واژگانی در عبری کمک کردند که بنی‌اسرائیل پیش از زندگی و تعامل با ایرانیان با آن‌ها آشنا نبودند.

## گیاه‌شناسی
- اتروگ - אתרוג = میوه‌ای که از واژه فارسی «ترنگ» به معنی «سبز-زرد» آمده (در اصل از تامیلی).[۱]
- فیستوک - פיסטוק = از «پسته» فارسی
- لیمون - לימון = از «لیمو» فارسی
- لیلَچ - לילך = از «نیلَک» (نیلی) فارسی
- پَردِس - פרדס = از «پردیس» فارسی
- شوشانا - שושנה = به معنی رز، از «شوش» فارسی
- سوکَر - סוכר = از «شکر» فارسی (در اصل از سانسکریت)

## سیاست
- سَریس - סריס = کسی از اطرافیان شاه که عقیم شده تا از توطئه برای غصب تاج‌وتخت جلوگیری کند
- گیزبار - גזבר = کسی که مسئول پول و مالیات است. از واژه «گنزباره» (گنج‌بان).